# Johannes Andersson i Lysvik
Johannes Andersson (i riksdagen kallad Andersson i Lysvik), född 14 april 1834 i Gryttom, Brunskogs socken, Värmlands län,  död 4 juli 1917 i Kristinehamns församling, Värmlands län, var en svensk folkskollärare och politiker. 
Johannes Anderssons föräldrar var bonden och nämndemannen Anders Pehrsson och hans hustru Brita Jansdotter.
Johannes Andersson tog folkskollärareexamen och kantorsexamen i Karlstad 1859, och var folkskollärare i Alster 1859–1866 och därefter organist och klockare i Lysvik 1866–1895.
Han var riksdagsledamot i andra kammaren i två omgångar: 1882–1887 för Fryksdals domsagas nedre tingslags valkrets och 1891–1899 för Fryksdals domsagas valkrets. I riksdagen tillhörde han Gamla lantmannapartiet 1891–1894, varefter han betecknade sig som vilde 1895–1897 innan han 1898 anslöt sig till Bondeska diskussionsklubben. Han var bland annat suppleant i bevillningsutskottet 1891–1894. Som riksdagsledamot engagerade han sig bland annat i skolfrågor och för ökad livsmedelskontroll I riksdagen skrev han 27 egna motioner, bland annat om spritdrycksförsäljning, lagstadgad undersökning av importerat fläsk och kött samt "s k konserver" (1883), kungliga teatrarnas avskaffande. Flera motioner behandlade anslag till lärarlöner
, nytt tullsystem och ökad bevillning.